# Tappendorf
Tappendorf er en kommune og en by i det nordlige Tyskland, beliggende i Amt Mittelholstein i den sydlige del af Kreis Rendsborg-Egernførde. Kreis Rendsborg-Egernførde ligger i den centrale del af delstaten Slesvig-Holsten.

## Geografi
Tappendorf ligger omkring 20 km vest for Neumünster og 22 km syd for Rendsborg i Naturpark Aukrug. Sydvest for byen krydser Bundesstraße 77 fra Rendsborg mod Itzehoe og Bundesstraße 430, fra Neumünster mod Schenefeld, hinanden. Nærmeste indkøbsmuligheder er i nabokommunen Hohenwestedt.